# Арсенобетаин
Арсенобетаин — мышьякоорганическое соединение, являющийся основным источником мышьяка, найденного в рыбе. Это мышьяковый аналог триметилглицина, более известного как бетаин. Его биохимия и биосинтез сходны с таковыми у холина и бетаина.
Арсенобетаин — распространённое вещество в морских биологических системах и, в отличие от многих других мышьякоорганических соединений, таких как диметиларсин и триметиларсин, он относительно не ядовит.
С 1920-х годов хорошо известно, что морская рыба содержит мышьякоорганические соединения, но до 1977 года не было известно, что превалирующим соединением является арсенобетаин, когда была установлена его химическая структура.

## Токсичность
В отличие от других, наиболее ядовитых  соединений мышьяка, в небольших количествах арсенобетаин практически не токсичен и легко выводится почками.
Для сравнения мышьяковистая кислота (As(OH)3) имеет LD50 (для мышей) около 34.5 мг/кг, тогда как LD50 для арсенобетаина превышает 10 г/кг.